# Ungdomsmottagning
En ungdomsmottagning är en vårdmottagning för ungdomar och unga vuxna, som finns i flertalet landsting i Sverige. På en ungdomsmottagning arbetar vanligtvis sjuksköterska/barnmorska, kurator och läkare. Ibland finns även undersköterska, psykolog och fysioterapeut. På en ungdomsmottagning kan unga bland annat få hjälp med preventivmedel, graviditetstest, p-piller, kondom, provtagning för könssjukdom och samtal vid psykisk ohälsa och frågor om relationer, identitet, sex och kroppen.